# Cycloalcène
Un cycloalcène est un type d'alcène possédant un cycle carboné mais n'ayant pas de caractère aromatique. Certains cycloalcènes, comme le cyclobutène ou le cyclopentène, peuvent être utilisés comme monomères pour produire des chaînes de polymère et ceci par polymérisation par ouverture de cycle.
Une classe particulière de cycloalcènes est celle des annulènes qui regroupe les cycloalcènes qui présentent une alternance régulière de double liaison et de liaison simple dans leur cycle comme le cyclobutadiène et le cyclooctatétraène.

## Exemples

Cyclopropène
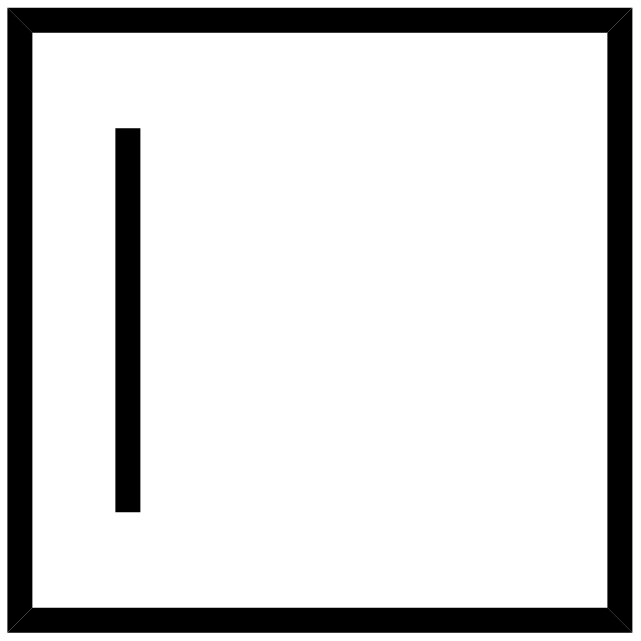
Cyclobutène
Cyclopentène
Cyclohexène
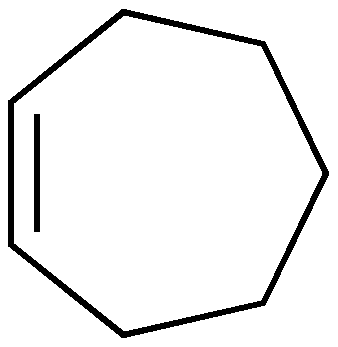
Cycloheptène
Cyclohexa-1,3-diène
Cyclohexa-1,4-diène
Cycloocta-1,5-diène